# Luigi De Sario
Luigi (al secolo Benedetto) de Sario (Terlizzi, 22 febbraio 1913 – Montecassino, 4 febbraio 2011) è stato un monaco cristiano e organista italiano, musicista e compositore di musica per organo ha vissuto nel Monastero di Montecassino dal 1929. È stato uno dei principali artefici della ricostruzione dell'Abbazia di Montecassino nel dopoguerra.

## Biografia
Benedetto De Sario decise di diventare monaco giovanissimo, ed entrò a Montecassino all'età di 16 anni. Frequentò i corsi di filosofia e teologia a Roma e fu ordinato sacerdote il 27 marzo 1937. 
La sua passione per la musica lo portò presto a diventare organista della chiesa abbaziale e insegnante di canto per gli alunni del Seminario Diocesano e del Collegio. 
Fu maestro d'organo e compositore, ma non volle avere 'allievi' d'organo. Tra le sue opere si può citare "Canto di una capinera", scritta durante la seconda guerra mondiale mentre i camion tedeschi portavano via in salvo i tesori di Montecassino, e l'antifona gregoriana "Sancta Maria", tutt'oggi cantata alla fine dei vespri dai monaci. Tra l'altro è autore di alcuni brani d'organo della colonna sonora del film “Montecassino nel cerchio di fuoco”, diretto da Arturo Gemmiti (1946, edito nuovamente nel 1961), con Zora Piazza, Ubaldo Lay, Fosca Freda (musica suonata dallo stesso De Sario sull'antico organo Catarinozzi, prima che fosse distrutto dalle bombe americane). Fu invitato da Gian Carlo Menotti al Festival dei Due Mondi di Spoleto. Durante la seconda guerra mondiale era l'organista della Basilica di San Paolo a Roma in occasione della trasmissione radiofonica EIAR della Santa Messa domenicale.
Dopo la distruzione dell'Abbazia di Montecassino per opera dell'aviazione alleata del 15 febbraio 1944, fu tra i primi monaci a tornare tra le macerie, e fu tra i protagonisti della ricostruzione, voluta dall'abate Ildefonso Rea, "dove era, come era”. In particolare ha supervisionato il restauro delle opere d'arte e la realizzazione e la disposizione delle nuove opere dell'abbazia e del convento, del nuovo organo maggiore della chiesa abbaziale (costruito nel 1953 da Vincenzo Mascioni da Cuvio su progetto fonico dello stesso Mascioni, di Ferruccio Vignanelli e del reverendo De Sario), e dell'organo del Coro interno del Monastero (costruito nel 1957 da Vincenzo Mascioni su progetto fonico di Mascioni e De Sario). La sua opera 'organaria' lo portò a dotare molte parrocchie della Diocesi di Montecassino di organi, specialmente per opera del suddetto Mascioni.
Nel 1995 l'Associazione Musicale "S. Benedetto" di Cassino gli ha conferito una medaglia e una targa 'alla carriera'.
Della sua vasta opera organistica, oggi nulla rimane, in quanto andata persa.
È stato insignito della medaglia d'oro del Comune di Terlizzi per alti meriti culturali.
Muore il 4 febbraio 2011, pochi giorni prima del suo 98-esimo compleanno.